# Giovanni Chevalley
Giovanni Chevalley (Siena, 11 ottobre 1868 – Torino, 13 aprile 1954) è stato un ingegnere italiano.

## Biografia

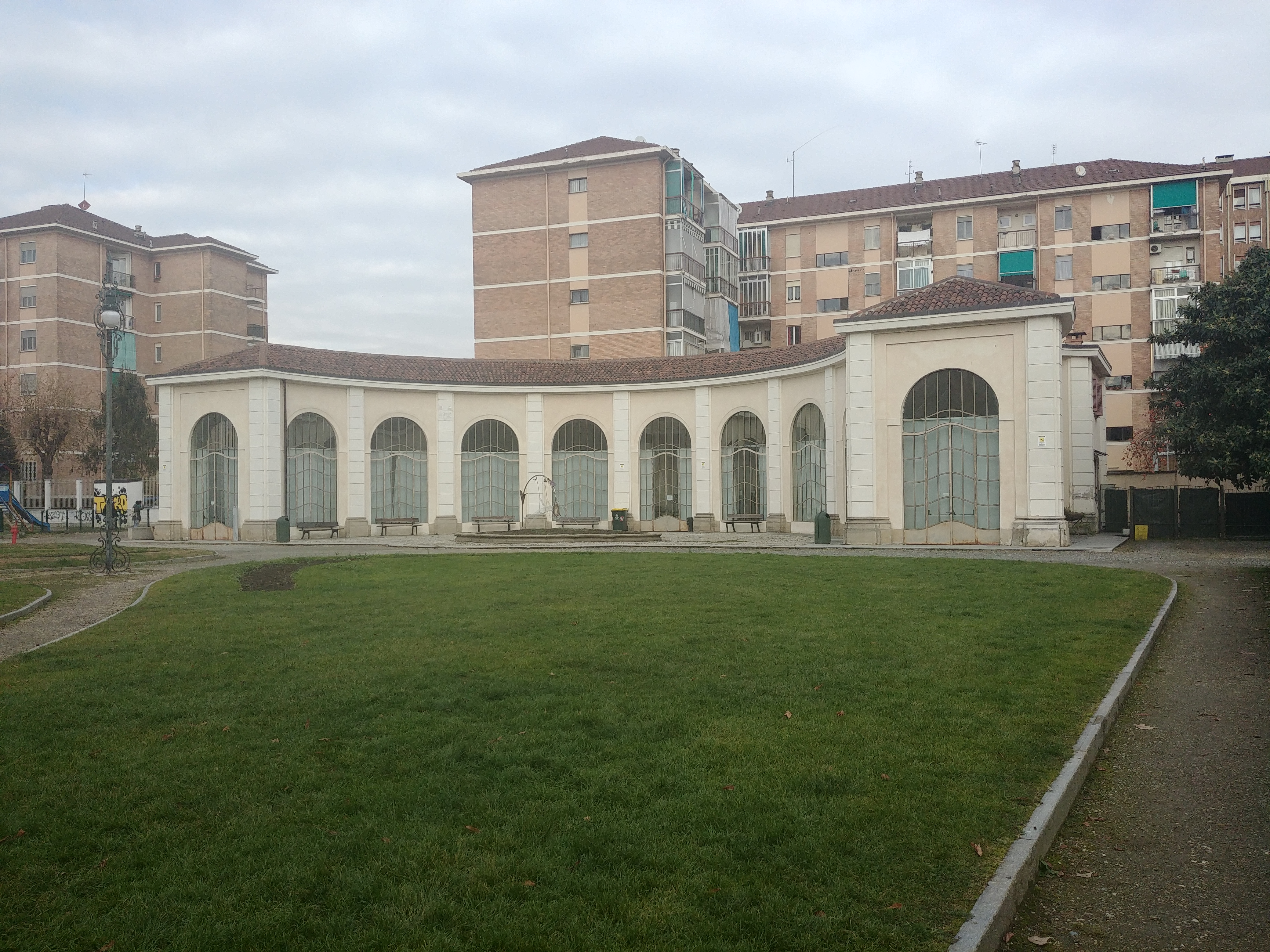
Aranciera Parco Rignon

Giovanni Chevalley nacque a Siena l'11 ottobre 1868 da famiglia savoiarda; frequentò a Torino l'Istituto Tecnico dapprima, poi il biennio di Fisico-Matematica nell'Università di Torino, e infine e frequentò la Scuola di applicazione degli ingegneri di Torino, laureandosi in Ingegneria Civile nel 1891. Dopo una breve parentesi alle Officine Savigliano, dal 1893 entrò nello studio dell'ingegnere Carlo Ceppi che fu per lui una guida e un amico e che lo volle nello stesso anno come suo assistente nell'insegnamento del Disegno di Ornato e di Architettura nell'Università di Torino. Nel 1899 lasciò lo studio di Ceppi e aprì uno studio come professionista autonomo. Nel 1908 il C. succedette a G. A. Reycend nella cattedra di architettura tecnica e composizione architettonica al Politecnico torinese. Nel 1912 conseguì la libera docenza in disegno ed architettura presso l'università di Torino. Nel 1925 vinse il concorso per la cattedra di architettura tecnica alla Scuola politecnica di Napoli, ma motivi di famiglia e di lavoro gli impedirono di accettare. Negli anni 1926 e 1927 insegnò carattere degli edifici presso la Scuola superiore di architettura, istituita presso l'Accademia Albertina.
A lui si devono la riscoperta e la rivalutazione dell’arte barocca piemontese, stile a cui si riferisce in numerosi restauri di palazzi torinesi. Fu grande appassionato di questo stile e raccolse moltissime notizie sulle principali figure artistiche del Seicento e del Settecento, interessandosi anche agli stucchi e ai maestri stuccatori; studi che confluirono nella pubblicazione del libro Gli architetti, l’architettura e la decorazione delle ville piemontesi del XVIII secolo. Contributo alla storia dell'architettura piemontese ancora oggi testo di riferimento per chi studia tale periodo storico in Piemonte. SI interessò particolarmente allo studio dell'architetto settecentesco Benedetto Alfieri.  Ristrutturò diverse ville torinesi e della cintura della città. Predilisse lo stile neobarocco, di cui si interessò molto nelle sue ricerche, non disdegnando però di confrontarsi con l'art Nouveau e anche con l'architettura industriale. Oltre che progettista, fu appassionato raccoglitore di mobili, quadri, ceramiche e stoffe antiche e divenne ricercato ed apprezzato consigliere nell'acquisto dei mobili ed oggetti per l'arredamento degli ambienti che aveva progettato o ristrutturato. Era in strette relazioni con il collezionista antiquario Pietro Accorsi. L'antiquario Paolo Navone di via Maria Vittoria 26 era il suo consigliere artistico.
Fu molto attivo nella vita cittadina come membro dell'Amministrazione dell'Opera di S. Paolo, dell'Ospizio di Carità, consigliere dell'Ordine degli Ingegneri, Segretario della Scuola Mutilati, Ispettore dei Monumenti, Presidente della Società Amici del Museo di Stupinigi, varie volte Presidente della Società degli Ingegneri ed Architetti, presidente dell'Accademia Albertina. Negli ultimi anni della sua vita fu Presidente della Commissione Esecutiva per il Piano regolatore e membro della Commissione per la Riforma del Regolamento Edilizio.
Giovanni Chevalley morì a Torino il 13 aprile 1954.

## Impegno politico
Chevalley fu per diversi anni parte della vita politica cittadina. Il 14 giugno 1914 fu eletto nelle liste liberali consigliere comunale di Torino. Nel 1916 venne eletto membro della commissione igienico-edilizia, cui competevano i pareri sui permessi di costruzione. Sempre nel 1916 venne eletto assessore supplente destinato a reggere l'incarico dell'Edilità, Piano regolatore e Suolo pubblico, incarico che tenne fino al 1919 quando il Comune di Torino fu commissariato. Rieletto consigliere nel novembre 1920 non ritornò in giunta ed uscì dal consiglio Comunale di Torino nel 1923. Tra il 1931 e il 1934 fece parte della commissione igienico-edilizia del comune di Torino..
Nel 1943, alla caduta del regime fascista, venne nominato vicesindaco della città di Torino. Nel 1945 gli fu conferita la presidenza della commissione di studio per la ricostruzione di Torino. Nel 1946 venne eletto nuovamente consigliere comunale di Torino.

## Opere in Torino

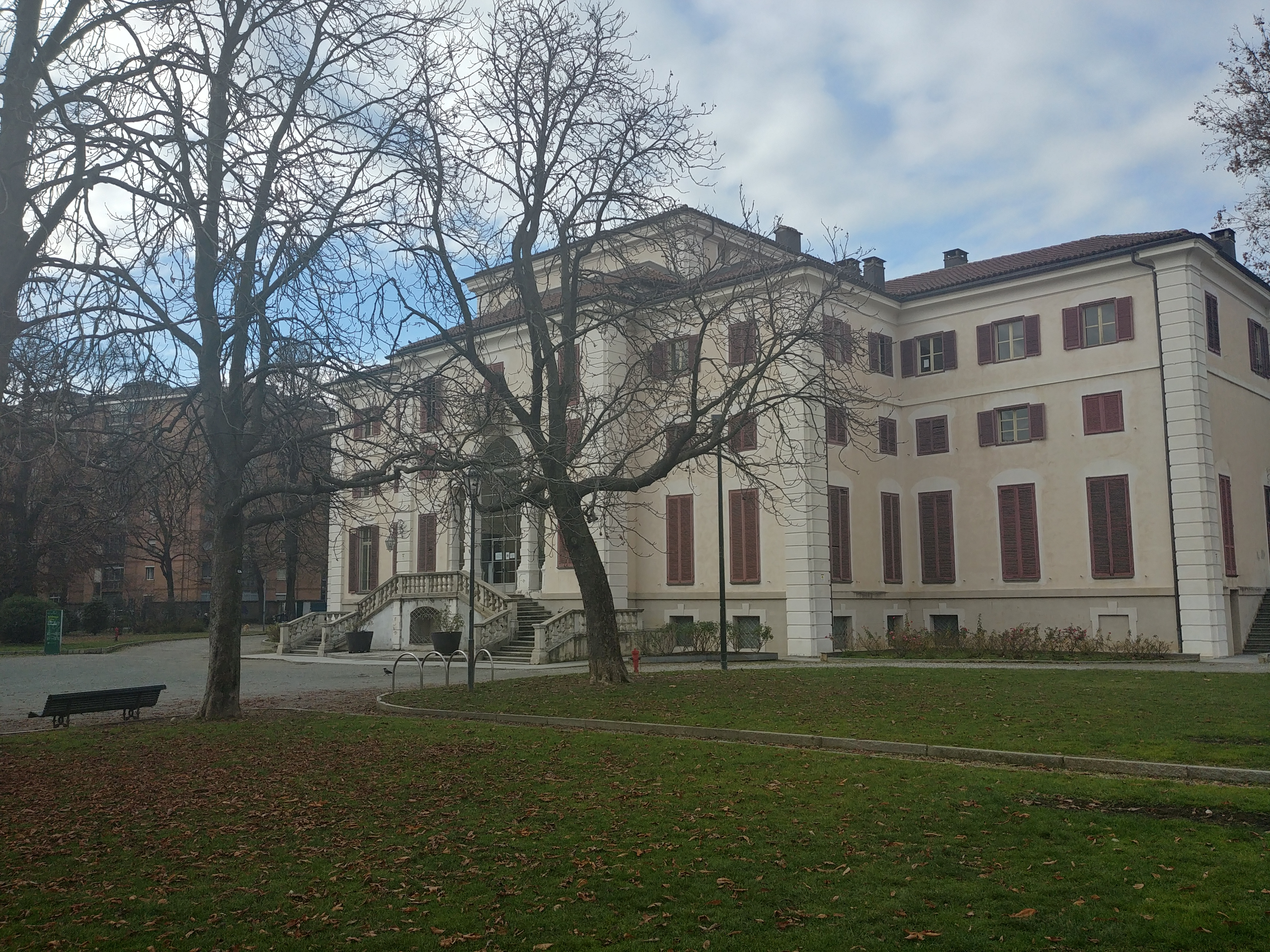
Villa Amoretti Parco Rignon

Si dedicò alla progettazione, ristrutturazione, ampliamento di diversi edifici di Torino. 
- Ampliamento dell'Ospedale Maggiore di San Giovanni Battista di Torino con la costruzione di una manica nuova, in stile eclettico, (1899-1902)
- Progetto della Villa Gonella, in stile liberty, con ing. Torasso, (oggi demolita), (1903)[3]
- Sistemazione della sede della Banca d'Italia già Palazzo d'Ormea , via Arsenale 8, (1913-1927)
- Ristrutturazione e ampliamento dell'Ospedale Mauriziano Umberto I[6], largo Turati 62, (1926-1930)
- Ristrutturazione della Villa Amoretti[7][8], con la progettazione dell'arredo interno, del giardino e la realizzazione dell'Aranciera dalla forma semicircolare sul lato destra della villa, corso Orbassano 200, (1900)
- Progetto del Lanificio fratelli Piacenza[9], via Bologna 190, (1913)
- Restauro del primo piano di Palazzo Madama per destinarlo a sede di rappresentanza del Municipio di Torino, piazza Castello, (1924)
- Progetto della sede della Cassa di Risparmio di Torino[4][10], già Palazzo Perrone di San Martino (totale demolizione e ricostruzione), via XX Settembre 31, (1929-1933) con stucchi della ditta Clemente Musso e strutture in calcestruzzo armato della ditta G. A. Porcheddu[4]
- Ristrutturazione del palazzo della Provincia, già palazzo dal Pozzo della Cisterna, via Maria Vittoria 12, (1938-1939)
- Progetto dell'Ospedale Sant'Anna[11], corso Spezia 60, (1934-1938)
- Progetto dell'Albergo Principi di Piemonte[12], con Vittorio Bonadé Bottino; al Chevalley sono da ascrivere l’arredamento interno dell’albergo, con un prezioso salone delle feste decorato con mosaici dorati e lampadari di Murano, via Gobetti 15, (1935-1936)
- Progetto della palazzina Casana, via Bricherasio
- Ampliamento e decorazione della palazzina Agnelli, via G. Giacosa
- Progetto della villa dei conti Camerana, Sassi - Torino
- Progetto di casa per i F.lli Ferraria
- Ristrutturazione dell'Istituto Buon Pastore, corso Principe Eugenio[13]

Oltre alle attività di progettazione, fu incaricato della sistemazione urbanistica della Terza Piazza D'Armi, ora conosciuta come "Isola Pedonale", tra il corso Duca degli Abruzzi, via Montevecchio, corso Einaudi e corso Galileo Ferraris. Chevalley disegnò una maglia urbana di "villini" immersi nel verde, con solo due palazzi a reddito sul fronte di corso Einaudi.

## Opere fuori Torino
Progettò numerosi palazzi e castelli nella cintura di Torino. Ristrutturò in prima persona la sua casa, villa Bric di Santa Brigida sulle colline di Moncalieri (TO).
- Ampliamento del Castello Compans a Mercenasco
- Progettazione del Castello Balduino
- Progettazione del Castello di Introd (AO)
- Ristrutturazione della Cassa di Risparmio di Fossano (CN)
- Sistemazione della villa Medici a Vische (CN)
- Sistemazione e i restauri del palazzo Cavalli a Rivoli (TO)
- Restauro della Chiesa di S. Agostino di Carignano (TO)
- Chiesa di San Edoardo di Sestriere (TO)
- Sistemazione del Castello di Bruno (TO)
- Sistemazione del castello di Pavone (TO)
- Riallestimento della Palazzina di Caccia di Stupinigi[4] e trasformazione nel Museo dell'Arredamento, con A. Telluccini, Nichelino (TO), (dal 1920)
- Progetto del padiglione italiano per l'Esposizione internazionale di Anversa[3], con D. Chiaves, (1930)
- Progetto dell'albergo Principi di Piemonte di Sestriere con arch. M Passanti, (1932)
- Ricostruzione e restauro della villa Agnelli a Villar Perosa (TO), (1945-1947)